# Sara Löser
Sara Löser (* 30. März 1995 in Weißenfels) ist eine deutsche Fußballspielerin.

## Privates
Sie trainierte und studierte zwei Jahre an der Sportmittelschule Leipzig und besuchte das Guths-Muths-Sportgymnasium in Jena. Ihr älterer Bruder Andreas spielte für den FC Carl Zeiss Jena in der Regionalliga, auch ihre anderen acht Geschwister spielten Fußball (insgesamt vier Brüder, sechs Schwestern).

## Karriere
Löser begann ihre Karriere mit neun Jahren 2001 beim SV Grün-Weiß Langendorf und wechselte im Sommer 2007 in die Jugend des FC Sachsen Leipzig. Nach zwei Jahren verließ sie den FC Sachsen Leipzig und wechselte zur B-Jugend des FF USV Jena. 
Am 19. August 2011 wurde Löser in den Erstliga-Kader des Bundesligisten FF USV Jena befördert und kam am 28. August 2011 (2. Spieltag) bei der 0:1-Niederlage im Auswärtsspiel gegen die SG Essen-Schönebeck zu ihrem Debüt, als sie zur zweiten Halbzeit für Lisa Seiler eingewechselt wurde.
Im Sommer 2015 beendete sie ihre aktive Bundesliga-Karriere und wechselte zum unterklassigen SV Schott Jena. Im Frühjahr 2016 kehrte sie nach einem halben Jahr bei Schott Jena, zum FF USV Jena zurück und spielt für USV Jena II, seit der Saison 2015/2016 spielt sie in der Regionalliga Nordost.
2018 zog sie aus beruflichen Gründen nach Leipzig und schloss sich dort dem RB Leipzig an. 2019 kehrte sie wieder nach Jena zurück und schloss sich dem FC Carl Zeiss Jena an.